# Palazzo Bisleri Vailati
Palazzo Bisleri Vailati è una dimora storica di Crema.

## Storia
In loco sorgeva nel Seicento una proprietà dei nobili Bremaschi mentre nel Settecento dagli Stati d'anime della parrocchia di San Benedetto risultava di proprietà della famiglia Martini; nel 1815 lo stabile apparteneva a Francesco Martini ed era destinato a casa d’affitto.
Di seguito, la costruzione fu acquistata da Vincenzo Bisleri il quale, con istanza del 12 aprile 1840, chiese e ottenne di abbatterla fino alle fondamenta per erigere un nuovo edificio; non si conosce il nome del progettista.
Il Bisleri morì nel 1848 e nel 1852 scomparve ad appena 23 anni il figlio Giuseppe, per cui la dimora passò alla famiglia della moglie di Vincenzo, la nobildonna Carolina Vailati.

## Personalità legate al palazzo

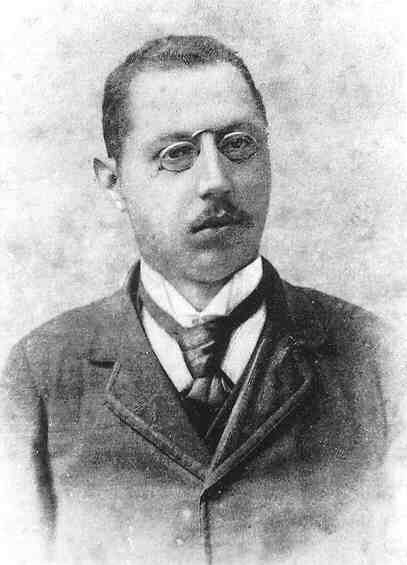
Giovanni Vailati.

- Vincenzo Bisleri per 35 anni fu direttore dei Pii Luoghi Elemosinieri di Crema[2][3]. Fu anche fabbriciere di San Benedetto[4] e assessore comunale[5]. Nel suo testamento dispose 40 mila lire austriache da distribuire al Pio Luogo Mendicanti, all'Ospizio dei Poveri, al Pio Luogo delle Ritirate e alle parrocchie per opere a favore dei poveri[6]. Testò 10 mila lire anche a favore dei padri cappuccini dei Sabbioni da impiegare per l'allungamento della loro chiesa[7].
- Giovanni Vailati visse in questo palazzo; fu matematico, filosofo, studioso, in contatto tanto con la cultura europea quanto quella statunitense, docente in vari licei e università[8]. La città lo ha omaggiato dedicandogli una via e una scuola secondaria di primo grado[2].
- Agostino Giuseppe Vailati, fratello di Giovanni, rilevò una fabbrica di ferri da cavallo, la Grioni & C di Luciano Grioni, rifondandola nella “G. Vailati & C. affidando al cognato Paolo Stramezzi la possibilità di svilupparla; vennero così poste le basi per fondare nel 1913 la Ferriera di Crema Stramezzi P. e C. con capitale iniziale di 120 mila lire[9].

## Caratteristiche

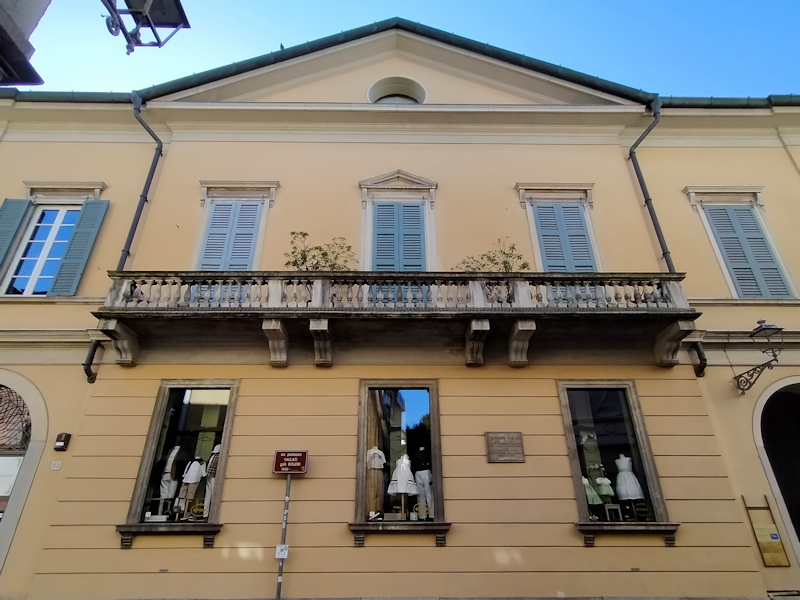
Particolare della facciata.

Il palazzo aveva la caratteristica – unica a Crema – di possedere due ingressi, dei quali quello di sinistra ora è occupato da un esercizio commerciale; quello di destra, che porta al cortile interno, possiede un cancello che conserva le iniziali V. e B. di Vincenzo Bisleri.
Al primo ordine, caratterizzato da intonaco con scanalature orizzontali interrotte in prossimità degli ingressi, si aprono le finestre sorrette da mensole e dotate da inferriate (eccetto le tre centrali che ora svolgono la funzione di vetrine). Tra queste è stata murata un'epigrafe nel cinquantesimo anniversario della scomparsa di Giovanni Vailati, che recita:
L’ordine superiore è diviso da due cornici marcapiano, delle quali quella inferiore è più aggettante, che contengono nella loro altezza l'imponente balcone sorretto da sei mensole.
Le finestre del secondo piano sono architravate con l'esclusione della porta-finestra centrale che dà sul balcone, provvista di un timpano triangolare.
La sommità dell'edificio è completata da un timpano al cui interno si apre un oculo.